# Comtat de Lieja
El comtat de Luihgau o Lieja fou una jurisdicció feudal del Sacre Imperi Romanogermànic centrada a Lieja. En el repartiment de Lotaríngia del 8 d'agost del 870 el comitatum Liogas fou repartit i la part a l'oest del Mosa va passar a Carles II el Calb i la part a l'est a Lluís el Germànic. El 879 la totalitat va passar a Lluís III d'Alemanya. El comtat occidental forma part del territori del comte d'Hainaut Renyer I (fill de Gislebert de Maasgau), deposat el 898 per Zuentibold i al que els territoris foren confiscats per Arnulf de Caríntia i concedits a Sigehard o Sigard però retornats vers el 928 a Gislebert, fill de Renyer. Léon Vanderkindere suggereix que a la mort de Gislebert vers 939 hauria passat al seu vassal Immo que s'hauria revoltat abans del 958 i va perdre els seus dominis que foren confiscats. Probablement algunes de les seves possessions al Luihgau foren concedides al bisbe de Lieja, però el gruix del comtat hauria restat unit a les possessions ducals fins a finals de segle quan finalment fou concedit al bisbe.

## Llista de comtes
- Renyer I 880-898
- Sigard 989-920
- Enguerrand 920-925
- Renyer II 925-932
- Gislebert de Lotaríngia 932-939, duc de Lotaríngia 928/929 a 928/939
- Immo 939-958
- Godofreu de Baixa Lotaríngia 958-964
- Riquer 964-973
- Godizó 973-?
- Als bisbes de Lieja

## Nota
1. ↑  La formation territoriale des principautés belges au moyen-âge (Brussel·les), Vol. II, p. 243